# 中國東方集團
中國東方集團控股有限公司（港交所：0581）是一家在香港交易所上市的工業公司。主要業務是生產及銷售鋼坯和帶鋼。
公司在百慕達註冊，主席為 韓敬遠。
2007年，當時的中國東方集團第二大股東陈宁宁因與第一大股東韩敬远有不滿，向中國東方集團提出敵意收購，但有關收購最終失敗。其後，歐洲鋼鐵企業安賽樂米塔爾收購了中國東方集團73%的股權。

## 外部連結
- 中國東方集團